# Primera División 2020 (Venezuela)
La Primera División 2020 (conosciuta anche con il nome di Liga FUTVE 2020) è la 64ª edizione della massima categoria calcistica venezuelana.
La stagione è stata profondamente influenzata dagli eventi della pandemia di Covid-19. Inizialmente il campionato ha preso il via il 30 gennaio 2020 per poi essere sospeso il 12 marzo 2020. Il successivo 15 maggio 2020 la FVF ha preso la decisione di annullare la stagione, per poi riprogrammare un nuovo inizio del campionato il 14 ottobre 2020 con un nuovo formato (e senza la partecipazione del Zulia e del Lala, che nel frattempo hanno annunciato il ritiro dal campionato per tutelare la salute dei propri tesserati).
Il campionato è stato vinto dal Deportivo La Guaira (dopo aver battuto in finale il Deportivo Táchira), laureandosi campione nazionale per la prima volta nella sua storia.

## Formato

### Formato originario
Il campionato che era originariamente disputato prima della sua cancellazione, era organizzato con un nuovo formato rispetto al torneo precedente, ovvero le 19 squadre partecipanti dovevano affrontare un girone di andata e ritorno con 38 partite da disputare. Alla fase finale del campionato si sarebbero qualificate le prime otto squadre classificate, le quali sarebbero state distribuite in due gironi da quattro con partite di andata e ritorno (conservando il punteggio ottenuto nella prima fase). Le vincenti di ogni girone si sarebbero dovute affrontare in una finale di andata e ritorno per stabilire la squadra campione del torneo (la quale avrebbe allo stesso conquistato la qualificazione alla Coppa Libertadores 2021).

### Nuovo formato
Come già ricordato, la pandemia di Covid-19 ha costretto la FVF ad annullare il campionato precedente iniziato e a modificare il formato del torneo per non perdere la stagione. Nella riunione del 18 settembre 2020 si è effettuato un sorteggio per definire la composizione di due gironi in cui dividere le 17 squadre partecipanti (dopo la rinuncia a partecipare del Zulia e del Lala), le cui partite si sono svolte tutte a Valencia e a Barinas (il gruppo A formato da 9 squadre, il gruppo B da 8 squadre).
Nella prima fase, ogni squadra ha affrontato, in un girone di andata e ritorno, le squadre appartenenti al proprio gruppo. Le prime due squadre di ogni girone hanno disputato tra loro la finale per determinare la squadra campione nazionale. Le seconde, terze e quarte classificate di ogni gruppo hanno quindi affrontato le pari classificate dell'altro girone per determinare quali fra esse avrebbero ottenuto il diritto di partecipare alle coppe internazionali.
In questa stagione non vi sono state retrocessioni.

### Qualificazioni alle coppe internazionali

#### Coppa Libertadores
Alla Coppa Libertadores 2021 si qualificheranno quattro squadre:
- la squadra Campeón Absoluto (VEN 1);
- la finalista sconfitta (VEN 2);
- le seconde classificate di ogni girone (VEN 3-4).

#### Coppa Sudamericana
Alla Coppa Sudamericana 2021 si qualificheranno quattro squadre:
- le terze classificate di ogni girone (VEN 1-2);
- le quarte classificate di ogni girone (VEN 3-4).

## Squadre partecipanti
| Club                    | Città          | Stadio                        |
| ----------------------- | -------------- | ----------------------------- |
| Academia Puerto Cabello | Puerto Cabello | Complejo Deportivo Socialista |
| Aragua                  | Maracay        | Hermanos Ghersi               |
| Atlético Venezuela      | Caracas        | Brígido Iriarte               |
| Carabobo                | Valencia       | Misael Delgado                |
| Caracas                 | Caracas        | Olímpico de la UCV            |
| Deportivo La Guaira     | Caracas        | Olímpico de la UCV            |
| Deportivo Lara          | Cabudare       | Metropolitano di Lara         |
| Deportivo Táchira       | San Cristóbal  | Pueblo Nuevo                  |
| Estudiantes de Mérida   | Mérida         | Metropolitano de Mérida       |
| GV Maracay              | Maracay        | Giuseppe Antonelli            |
| Metropolitanos          | Caracas        | Olímpico de la UCV            |
| Mineros de Guayana      | Ciudad Guayana | Cachamay                      |
| Monagas                 | Maturín        | Monumental de Maturín         |
| Portuguesa              | Araure         | José Antonio Páez             |
| Trujillanos             | Valera         | José Alberto Pérez            |
| Yaracuyanos             | San Felipe     | Florentino Oropeza            |
| Zamora                  | Barinas        | Agustín Tovar                 |
| Squadre ritirate        |                |                               |
| Zulia                   | Maracaibo      | José Encarnación Romero       |
| Lala                    | Ciudad Guayana | Cachamay                      |

## Prima fase

### Gruppo A
Le partite del gruppo A sono state disputate alla Bombonerita di Puerto Cabello e nello stadio Misael Delgado di Valencia.

#### Classifica
| Pos | Squadra            | Pti. | G  | V  | N | P  | GF | GS | DR  |
| --- | ------------------ | ---- | -- | -- | - | -- | -- | -- | --- |
| 1.  | Dep. La Guaira     | 33   | 16 | 10 | 3 | 3  | 25 | 11 | +14 |
| 2.  | Deportivo Lara     | 32   | 16 | 9  | 5 | 2  | 27 | 9  | +18 |
| 3.  | Academia P.C.      | 26   | 16 | 6  | 8 | 2  | 22 | 15 | +7  |
| 4.  | Mineros            | 24   | 16 | 7  | 3 | 6  | 24 | 24 | 0   |
| 5.  | Yaracuyanos        | 21   | 16 | 5  | 6 | 5  | 18 | 19 | -1  |
| 6.  | Est. Mérida        | 20   | 16 | 5  | 5 | 6  | 25 | 25 | 0   |
| 7.  | Trujillanos        | 18   | 16 | 5  | 3 | 8  | 19 | 25 | -6  |
| 8.  | Atlético Venezuela | 15   | 16 | 4  | 3 | 9  | 17 | 28 | -11 |
| 9.  | Carabobo           | 6    | 16 | 0  | 6 | 10 | 14 | 35 | -21 |

Legenda:
      Squadra qualificata alla finale del campionato e alla Coppa Libertadores 2021 (fase a gironi).
      Squadra qualificata allo spareggio per il terzo posto e alla Coppa Libertadores 2021 (fasi preliminari).
      Squadre qualificate alla Coppa Sudamericana 2021 (prima fase).
Note:
Fonti: Liga FUTVE Archiviato il 12 gennaio 2019 in Internet Archive.; FlashScore
Tre punti a vittoria, uno a pareggio, zero a sconfitta.
A parità di punti valgono in ordine i seguenti criteri: 1) differenza reti; 2) gol segnati.

#### Risultati (Andata)
| Est. Mérida           | 1 - 2                 | Yaracuyanos           | 14.10.2020            | Carabobo               | 2 - 2                  | Mineros                | 17.10.2020             | Dep. La Guaira      | 1 - 2               | Trujillanos         | 20.10.2020          |
| Mineros               | 2 - 1                 | Atl. Venezuela        | 14.10.2020            | Trujillanos            | 1 - 1                  | Est. Mérida            | 17.10.2020             | Mineros             | 3 - 1               | Yaracuyanos         | 20.10.2020          |
| Dep. La Guaira        | 2 - 0                 | Carabobo              | 15.10.2020            | Yaracuyanos            | 0 - 0                  | Academia P.C.          | 18.10.2020             | Dep. Lara           | 0 - 0               | Academia P.C.       | 21.10.2020          |
| Dep. Lara             | 3 - 0                 | Trujillanos           | 15.10.2020            | Atl. Venezuela         | 0 - 3                  | Dep. Lara              | 18.10.2020             | Carabobo            | 0 - 0               | Atl. Venezuela      | 21.10.2020          |
| Riposa: Academia P.C. | Riposa: Academia P.C. | Riposa: Academia P.C. | Riposa: Academia P.C. | Riposa: Dep. La Guaira | Riposa: Dep. La Guaira | Riposa: Dep. La Guaira | Riposa: Dep. La Guaira | Riposa: Est. Mérida | Riposa: Est. Mérida | Riposa: Est. Mérida | Riposa: Est. Mérida |

| Dep. La Guaira  | 1 - 0           | Dep. Lara       | 24.10.2020      | Est. Mérida         | 1 - 2               | Dep. La Guaira      | 27.10.2020          | Mineros           | 2 - 3             | Est. Mérida       | 31.10.2020        |
| Atl. Venezuela  | 2 - 2           | Academia P.C.   | 24.10.2020      | Dep. Lara           | 1 - 1               | Mineros             | 27.10.2020          | Carabobo          | 0 - 2             | Yaracuyanos       | 31.10.2020        |
| Carabobo        | 2 - 2           | Est. Mérida     | 25.10.2020      | Academia P.C.       | 2 - 1               | Carabobo            | 28.10.2020          | Dep. La Guaira    | 3 - 0             | Academia P.C.     | 1.11.2020         |
| Trujillanos     | 1 - 2           | Yaracuyanos     | 25.10.2020      | Yaracuyanos         | 4 - 2               | Atl. Venezuela      | 28.10.2020          | Atl. Venezuela    | 1 - 0             | Trujillanos       | 1.11.2020         |
| Riposa: MIneros | Riposa: MIneros | Riposa: MIneros | Riposa: MIneros | Riposa: Trujillanos | Riposa: Trujillanos | Riposa: Trujillanos | Riposa: Trujillanos | Riposa: Dep. Lara | Riposa: Dep. Lara | Riposa: Dep. Lara | Riposa: Dep. Lara |

| Est. Mérida            | 0 - 1                  | Dep. Lara              | 3.11.2020              | Est. Mérida         | 2 - 0               | Atl. Venezuela      | 7.11.2020           | Atl. Venezuela   | 2 - 3            | Dep. La Guaira   | 10.11.2020       |
| Academia P.C.          | 0 - 0                  | Mineros                | 3.11.2020              | Mineros             | 0 - 2               | Dep. La Guaira      | 7.11.2020           | Yaracuyanos      | 1 - 1            | Dep. Lara        | 10.11.2020       |
| Yaracuyanos            | 1 - 1                  | Dep. La Guaira         | 4.11.2020              | Dep. Lara           | 2 - 2               | Carabobo            | 8.11.2020           | Trujillanos      | 1 - 2            | Mineros          | 11.11.2020       |
| Trujillanos            | 3 - 0                  | Carabobo               | 4.11.2020              | Academia P.C.       | 1 - 3               | Trujillanos         | 8.11.2020           | Academia P.C.    | 2 - 2            | Est. Mérida      | 11.11.2020       |
| Riposa: Atl. Venezuela | Riposa: Atl. Venezuela | Riposa: Atl. Venezuela | Riposa: Atl. Venezuela | Riposa: Yaracuyanos | Riposa: Yaracuyanos | Riposa: Yaracuyanos | Riposa: Yaracuyanos | Riposa: Carabobo | Riposa: Carabobo | Riposa: Carabobo | Riposa: Carabobo |

#### Risultati (Ritorno)
| Yaracuyanos           | 1 - 1                 | Est. Mérida           | 14.11.2020            | Academia P.C.          | 1 - 0                  | Yaracuyanos            | 17.11.2020             | Academia P.C.       | 0 - 0               | Dep. Lara           | 21.11.2020          |
| Atl. Venezuela        | 3 - 1                 | Mineros               | 14.11.2020            | Est. Mérida            | 1 - 2                  | Trujillanos            | 17.11.2020             | Trujillanos         | 0 - 2               | Dep. La Guaira      | 21.11.2020          |
| Trujillanos           | 1 - 2                 | Dep. Lara             | 15.11.2020            | Dep. Lara              | 4 - 0                  | Atl. Venezuela         | 18.11.2020             | Yaracuyanos         | 0 - 1               | Mineros             | 22.11.2020          |
| Carabobo              | 0 - 2                 | Dep. La Guaira        | 15.11.2020            | Mineros                | 4 - 2                  | Carabobo               | 18.11.2020             | Atl. Venezuela      | 0 - 1               | Carabobo            | 22.11.2020          |
| Riposa: Academia P.C. | Riposa: Academia P.C. | Riposa: Academia P.C. | Riposa: Academia P.C. | Riposa: Dep. La Guaira | Riposa: Dep. La Guaira | Riposa: Dep. La Guaira | Riposa: Dep. La Guaira | Riposa: Est. Mérida | Riposa: Est. Mérida | Riposa: Est. Mérida | Riposa: Est. Mérida |

| Academia P.C.   | 2 - 2           | Atl. Venezuela  | 24.11.2020      | Atl. Venezuela      | 0 - 1               | Yaracuyanos         | 28.11.2020          | Trujillanos       | 1 - 0             | Atl. Venezuela    | 1.12.2020         |
| Dep. Lara       | 1 - 0           | Dep. La Guaira  | 24.11.2020      | Dep. La Guaira      | 1 - 1               | Est. Mérida         | 28.11.2020          | Yaracuyanos       | 1 - 1             | Carabobo          | 1.12.2020         |
| Est. Mérida     | 3 - 2           | Carabobo        | 25.11.2020      | Carabobo            | 0 - 3               | Academia P.C.       | 29.11.2020          | Academia P.C.     | 1 - 1             | Dep. La Guaira    | 2.12.2020         |
| Yaracuyanos     | 1 - 1           | Trujillanos     | 25.11.2020      | Mineros             | 1 - 2               | Dep. Lara           | 29.11.2020          | Est. Mérida       | 3 - 2             | Mineros           | 2.12.2020         |
| Riposa: MIneros | Riposa: MIneros | Riposa: MIneros | Riposa: MIneros | Riposa: Trujillanos | Riposa: Trujillanos | Riposa: Trujillanos | Riposa: Trujillanos | Riposa: Dep. Lara | Riposa: Dep. Lara | Riposa: Dep. Lara | Riposa: Dep. Lara |

| Carabobo               | 2 - 2                  | Trujillanos            | 5.12.2020              | Trujillanos         | 0 - 4               | Academia P.C.       | 9.12.2020           | Dep. La Guaira   | 2 - 0            | Atl. Venezuela   | 12.12.2020       |
| Mineros                | 0 - 2                  | Academia P.C.          | 5.12.2020              | Atl. Venezuela      | 2 - 1               | Est. Mérida         | 9.12.2020           | Dep. Lara        | 3 - 0            | Yaracuyanos      | 12.12.2020       |
| Dep. La Guaira         | 2 - 1                  | Yaracuyanos            | 5.12.2020              | Carabobo            | 0 - 3               | Dep. Lara           | 9.12.2020           | Est. Mérida      | 1 - 2            | Academia P.C.    | 12.12.2020       |
| Dep. Lara              | 1 - 2                  | Est. Mérida            | 5.12.2020              | Dep. La Guaira      | 0 - 1               | Mineros             | 9.12.2020           | Mineros          | 2 - 1            | Trujillanos      | 12.12.2020       |
| Riposa: Atl. Venezuela | Riposa: Atl. Venezuela | Riposa: Atl. Venezuela | Riposa: Atl. Venezuela | Riposa: Yaracuyanos | Riposa: Yaracuyanos | Riposa: Yaracuyanos | Riposa: Yaracuyanos | Riposa: Carabobo | Riposa: Carabobo | Riposa: Carabobo | Riposa: Carabobo |

### Gruppo B
Le partite del gruppo B sono state disputate alla Carolina di Barinas.

#### Classifica
| Pos | Squadra           | Pti. | G  | V | N | P  | GF | GS | DR  |
| --- | ----------------- | ---- | -- | - | - | -- | -- | -- | --- |
| 1.  | Deportivo Táchira | 31   | 14 | 9 | 4 | 1  | 20 | 8  | +12 |
| 2.  | Caracas           | 30   | 14 | 9 | 3 | 2  | 25 | 9  | +16 |
| 3.  | Aragua            | 22   | 14 | 6 | 4 | 4  | 16 | 13 | +3  |
| 4.  | Metropolitanos    | 21   | 14 | 5 | 6 | 3  | 20 | 17 | +3  |
| 5.  | Zamora FC         | 17   | 14 | 5 | 2 | 7  | 15 | 14 | +1  |
| 6.  | GV Maracay        | 13   | 14 | 3 | 4 | 7  | 11 | 24 | -13 |
| 7.  | Portuguesa FC     | 11   | 14 | 3 | 2 | 9  | 9  | 23 | -14 |
| 8.  | Monagas           | 10   | 14 | 3 | 1 | 10 | 15 | 23 | -8  |

Legenda:
      Squadra qualificata alla finale del campionato e alla Coppa Libertadores 2021 (fase a gironi).
      Squadra qualificata allo spareggio per il terzo posto e alla Coppa Libertadores 2021 (fasi preliminari).
      Squadre qualificate alla Coppa Sudamericana 2021 (prima fase).
Note:
Fonti: Liga FUTVE Archiviato il 12 gennaio 2019 in Internet Archive.; FlashScore
Tre punti a vittoria, uno a pareggio, zero a sconfitta.
A parità di punti valgono in ordine i seguenti criteri: 1) differenza reti; 2) gol segnati.

#### Risultati (Andata)
| Metropolitanos | 2 - 2 | Aragua       | 25.10.2020 | Zamora       | 1 - 0 | Monagas        | 29.10.2020 | Zamora         | 0 - 1 | Dep. Táchira | 1.11.2020 |
| Caracas        | 1 - 0 | Zamora       | 25.10.2020 | Dep. Táchira | 1 - 0 | Metropolitanos | 29.10.2020 | Caracas        | 1 - 0 | Monagas      | 1.11.2020 |
| Monagas        | 1 - 2 | Dep. Táchira | 26.10.2020 | GV Maracay   | 0 - 4 | Caracas        | 30.10.2020 | Aragua         | 1 - 1 | GV Maracay   | 2.11.2020 |
| Portuguesa     | 0 - 0 | GV Maracay   | 26.10.2020 | Aragua       | 1 - 0 | Portuguesa     | 30.10.2020 | Metropolitanos | 1 - 1 | Portuguesa   | 2.11.2020 |

| Monagas      | 1 - 0 | Aragua         | 5.11.2020 | Monagas | 1 - 0 | Portuguesa     | 8.11.2020 | Caracas        | 0 - 1 | Aragua       | 12.11.2020 |
| Portuguesa   | 2 - 1 | Zamora         | 5.11.2020 | Zamora  | 1 - 0 | GV Maracay     | 8.11.2020 | Metropolitanos | 0 - 0 | Zamora       | 12.11.2020 |
| GV Maracay   | 1 - 1 | Metropolitanos | 6.11.2020 | Aragua  | 0 - 1 | Dep. Táchira   | 9.11.2020 | Portuguesa     | 0 - 1 | Dep. Táchira | 13.11.2020 |
| Dep. Táchira | 1 - 1 | Caracas        | 6.11.2020 | Caracas | 2 - 0 | Metropolitanos | 9.11.2020 | GV Maracay     | 2 - 0 | Monagas      | 13.11.2020 |

| 7ª giornata  | 7ª giornata | 7ª giornata    | 7ª giornata |
| Locali       | R           | Ospiti         | Data        |
| ------------ | ----------- | -------------- | ----------- |
| Zamora       | 2 - 0       | Aragua         | 15.11.2020  |
| Monagas      | 1 - 2       | Metropolitanos | 15.11.2020  |
| Portuguesa   | 0 - 2       | Caracas        | 16.11.2020  |
| Dep. Táchira | 0 - 0       | GV Maracay     | 16.11.2020  |

#### Risultati (Ritorno)
| Aragua       | 0 - 1 | Metropolitanos | 19.11.2020 | Metropolitanos | 0 - 3 | Dep. Táchira | 22.11.2020 | Dep. Táchira | 0 - 3 | Zamora         | 26.11.2020 |
| Dep. Táchira | 3 - 2 | Monagas        | 19.11.2020 | Monagas        | 1 - 0 | Zamora       | 22.11.2020 | Monagas      | 1 - 2 | Caracas        | 26.11.2020 |
| Zamora       | 1 - 3 | Caracas        | 20.11.2020 | Caracas        | 6 - 2 | GV Maracay   | 23.11.2020 | Portuguesa   | 0 - 3 | Metropolitanos | 27.11.2020 |
| GV Maracay   | 0 - 1 | Portuguesa     | 20.11.2020 | Portuguesa     | 1 - 2 | Aragua       | 23.11.2020 | GV Maracay   | 0 - 2 | Aragua         | 27.11.2020 |

| Caracas        | 0 - 0 | Dep. Táchira | 29.11.2020 | GV Maracay     | 1 - 0 | Zamora  | 3.12.2020 | Aragua       | 1 - 1 | Caracas        | 7.12.2020 |
| Zamora         | 4 - 1 | Portuguesa   | 29.11.2020 | Portuguesa     | 3 - 2 | Monagas | 3.12.2020 | Zamora       | 0 - 0 | Metropolitanos | 8.12.2020 |
| Aragua         | 3 - 2 | Monagas      | 30.11.2020 | Dep. Táchira   | 1 - 1 | Aragua  | 4.12.2020 | Monagas      | 0 - 2 | GV Maracay     | 8.12.2020 |
| Metropolitanos | 4 - 2 | GV Maracay   | 30.11.2020 | Metropolitanos | 3 - 2 | Caracas | 4.12.2020 | Dep. Táchira | 3 - 0 | Portuguesa     | 8.12.2020 |

| 14ª giornata   | 14ª giornata | 14ª giornata | 14ª giornata |
| Locali         | R            | Ospiti       | Data         |
| -------------- | ------------ | ------------ | ------------ |
| Aragua         | 3 - 1        | Zamora       | 10.12.2020   |
| Metropolitanos | 2 - 2        | Monagas      | 10.12.2020   |
| Caracas        | 2 - 0        | Portuguesa   | 11.12.2020   |
| GV Maracay     | 0 - 3        | Dep. Táchira | 11.12.2020   |

## Seconda fase

### Finale terzo posto
Le seconde classificate di ogni gruppo (Deportivo Lara e Caracas) hanno disputato una finale per il terzo posto del campionato, decisiva per definire la squadra qualificata per la seconda fase della Coppa Libertadores 2021.
| Arbitro: | Ángel Arteaga |

|             |           |  |
| Bueno 90+3’ | Marcatori |  |

### Finale
Le prime due classificate di ogni gruppo (Deportivo La Guaira e Deportivo Táchira) si sono qualificate per la finale del campionato. A vincere la finale è stato il Deportivo La Guaira, che per la prima volta nella sua storia si è aggiudicato il titolo nazionale.
| Arbitro: | José Argote |

|                      |           |  |
| García 40’ Ortiz 76’ | Marcatori |  |

## Statistiche

### Statistiche individuali

#### Classifica marcatori
| Gol |  |  | Giocatore      | Squadra        |
| --- |  |  | -------------- | -------------- |
| 8   |  |  | Richard Blanco | Mineros        |
| 8   |  |  | Edder Farías   | Atl. Venezuela |
| 7   |  |  | José Rivas     | Est. Mérida    |
| 7   |  |  | Aquiles Ocanto | Dep. La Guaira |
| 7   |  |  | Matías Lacava  | Academia P.C.  |
| 7   |  |  | José Hernández | Trujillanos    |
| 6   |  |  | Joel Infante   | GV Maracay     |